# Obolenski

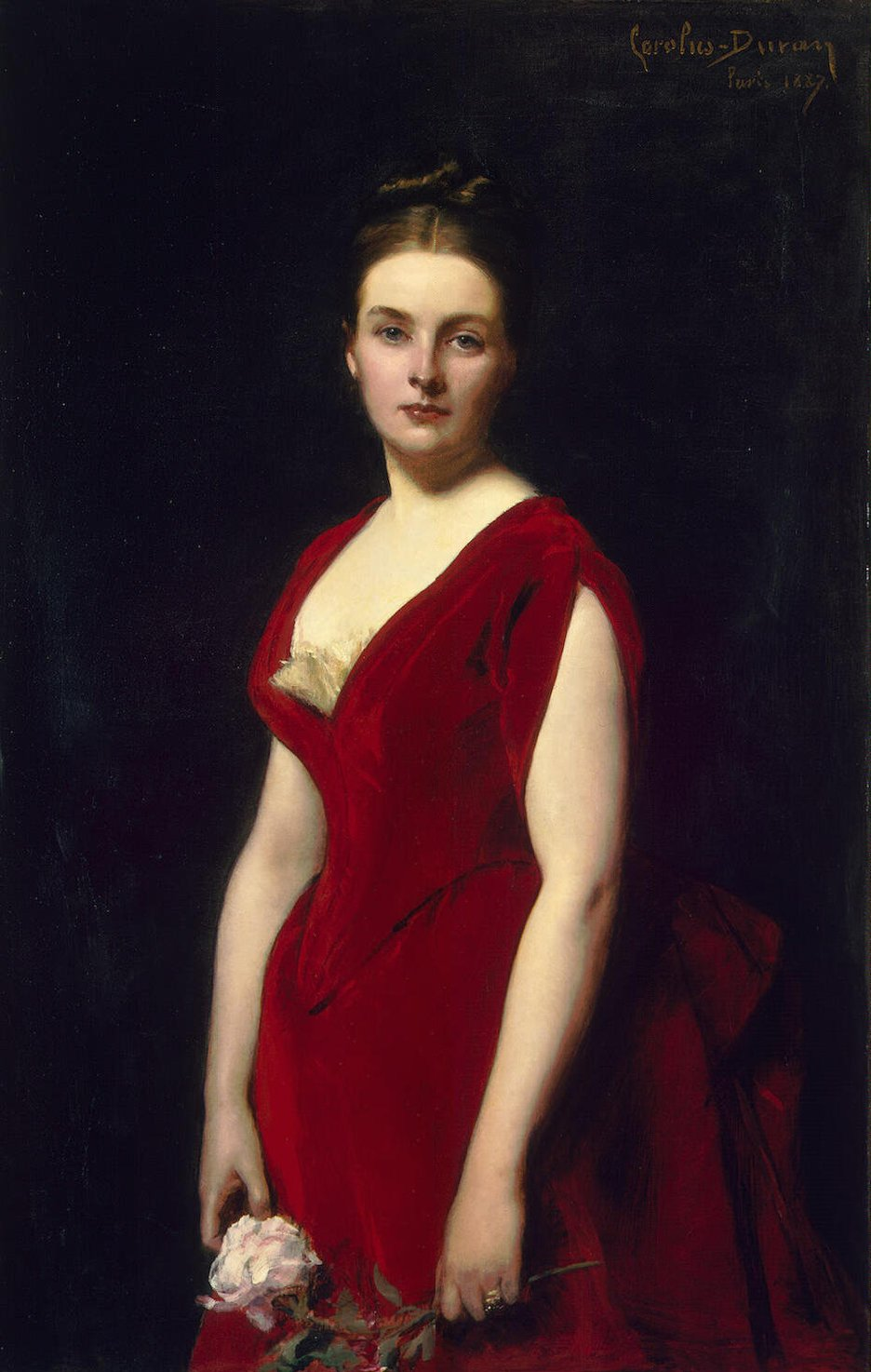
Portret van vorstin Anna Obolenskaja (1862-1917)

Obolenski, ook geschreven als Obolensky (Russisch: Оболенский, Obolenski, vrouwelijke vorm Obolenskaja) is een Russisch vorstengeslacht waarvan de leden sinds de Russische Revolutie van 1917 voornamelijk in Frankrijk gevestigd zijn.

## Geschiedenis
De stamreeks begint met Semjon van Obolensk, die tussen 1446 en 1452 wordt vermeld. Tussen 1832 en 1888 werd de vorstentitel voor leden van het geslacht door de Russische senaat bevestigd. De leden van het geslacht voeren de titels van vorst/vorstin met het predicaat "sijatelstvo" (doorluchtigheid). De familie komt jaarlijks bijeen, bijeengeroepen door de voorzitter van het familieverband, tot 2013 de in Parijs woonachtige Serge Obolensky (1918-2013).

## Enkele telgen
- Aleksandr Obolenski (1847-1917), senator en lid van de Staatsraad van het Russische Rijk; trouwde met Anna Polovtsov (1862-1917), geschilderd door Emile Auguste Carolus-Duran (Portret van vorstin Anna Obolenskaja)
- Vladimir Andrejevitsj Obolenski (1869-1950), publicist
- Pjotr Vladimirovitsj Obolenski (1889-1969), componist en zoon van Anna Polovtsov
- Sergej Obolenski (1890-1978), publicist
- Nikolaj Obolenski (1896-1978), kunsthistoricus, publicist en vertaler
- Anjoeta Obolenski (1898-1973), portretschilder
- Sergej Platonovitsj Obolenski-Neledinski-Meletzki  (1901-1992), hoogleraar aan de universiteit van Georgetown
- Sergej Obolenski (1908-1980), redacteur en publicist
- Sergej Obolenski (1909-1992), hoogleraar aan de pauselijke universiteit te Rome
- Vsevolod Vladimirovitsj Obolenski (1914-2001), oceanograaf
- Alexander Obolensky (1915-2002), hoogleraar aan de universiteit van Albany, zoon van componist Pjotr Obolenski (1889-1969)
- Helene Obolensky (1916-1996); trouwde in 1939 met Thierry van Outryve d'Ydewalle (1911-1957), zoon van André van Outryve d'Ydewalle (1873-1940), burgemeester
- Dmitry Obolensky (1918-2001), hoogleraar aan de universiteit van Oxford en kleinzoon van Anna Polowtzow
- Serge Obolensky (1918-2013), voorzitter van het familieverband
- Feodor Obolensky (1919-1976), filmproducent en publicist
- Olga Obolensky (1926), voormalig danseres
- Alexey Obolensky (1945), hoogleraar Russisch aan de Universiteit van Nice
- Alexandre Obolensky (1952-2018), kunstschilder en decorschilder (onder andere voor de Brusselse Koninklijke Muntschouwburg)
- Arnaud Henry Salas-Perez Obolensky (1982-) huidige prins obolensky
- Maria Obolensky, geboren te Moskou op 30 april 1874 als 2de kind van Leonid Obolensky en Elisabeth Valerianovna Tolstoy (Maria's grootoom was de bekende Russische schrijver Leo Tolstoy).  Ze huwde in 1893 met Nikolai Alexeivich Maklakov, een Russisch staatsman (minister van Binnenlandse Zaken) uit het Tsarenregime die door de Bolsjevieken doodgeschoten werd in 1917. Maria diende Rusland te ontvluchten en belandde in Zuid-Frankrijk, waar ze geholpen werd door een West-Vlaamse benedictijn. Ze verbleef tussen 9 juli en 25 september met psychische problemen in het klooster Onze Lieve Vrouw van Vrede (zusters benedictinessen) in Menen waar ze stierf op 25 september 1949. Ze werd er begraven op de oude stedelijke begraafplaats, Zandputstraat.